# Isabel de Tirol
Isabel de Tirol o de Carintia (Múnich, 1262-Viena, 28 de octubre de 1313), de la Casa de Gorizia, fue reina de Romanos y duquesa de Austria por matrimonio. 

## Familia
Era la hija mayor de Meinhard, duque de Carintia, conde de Gorizia y Tirol.
Su madre fue Isabel de Baviera, hija de Otón II, duque de Baviera, y de su esposa Inés, ella misma hija de Enrique V, conde palatino del Rin, y de Inés de Hohenstaufen. Su madre también era la viuda de Conrado IV de Alemania. Por lo tanto, la joven Isabel era medio hermana de Conradino de Hohenstaufen, rey de Jerusalén y duque de Suabia.

## Matrimonio
Se casó en Viena el 20 de diciembre de 1274 con el futuro Alberto I de Habsburgo, uno de los fundadores de la Casa de Habsburgo, convirtiéndose así en nuera del rey de romanos. Su esposo, entonces un conde de Habsburgo, fue investido como duque de Austria y Estiria en diciembre de 1282 por su padre, el rey Rodolfo I. Fortalecieron su gobierno en lo que se denominaría después el patrimonio Habsburgo, también con la ayuda del padre de Isabel, quien a su vez en 1286 fue nombrado duque de Carintia.
Isabel estuvo de hecho mejor relacionada con los poderosos gobernantes alemanes que su esposo: una descendiente de reyes anteriores, por ejemplo Enrique IV del Sacro Imperio Romano Germánico, ella también era sobrina de los duques de Baviera, vecinos importantes de Austria.
En 1298, su esposo fue finalmente elegido rey al final del reinado de Adolfo de Nassau. En 1299, ella estaba en Núremberg y fue coronada reina de Alemania y de romanos. Su esposo fue asesinado el 1 de mayo de 1308 por su sobrino Juan "el Parricida" en Windisch, ubicado en lo que hoy es Suiza.
Después del asesinato de su esposo, Isabel se unió al monasterio de Königsfelden, donde murió el 28 de octubre de 1313 y fue más adelante enterrada.
Isabel fue una mujer emprendedora que tenía algunos talentos comerciales. La construcción de la planta salina en Salzkammergut se remonta a una sugerencia suya.
Sus hijos fueron:
1. Ana (Viena, 1280?-Breslau, 19 de marzo de 1327), casada con:
  1. en Graz h. 1295 con el margrave Hermann de Brandeburgo;
  2. en Breslau en 1310 con el duque Enrique de Breslau.
2. Inés (18 de mayo de 1281-Königsfelden, 10 de junio de 1364), casada en Viena el 13 de febrero de 1296 con el rey Andrés III de Hungría.
3. Rodolfo III (h. 1282-4 de julio de 1307), se casó pero la línea se extinguió. Premurió a su padre.
4. Isabel (1285-19 de mayo de 1352), casada en 1304 con el duque Federico IV de Lorena.
5. Federico I (1289-13 de enero de 1330), se casó pero la línea se extinguió.
6. Leopoldo I (4 de agosto de 1290-Estrasburgo, 28 de febrero de 1326).
7. Catalina (1295-Nápoles, 18 de enero de 1323), casada en 1316 con el duque Carlos de Calabria.
8. Alberto II (Viena, 12 de diciembre de 1298-ibidem, 20 de julio de 1358).
9. Enrique (1299-Bruck an der Mur, 3 de febrero de 1327), se casó pero la línea se extinguió.
10. Meinhard (1300, fallecido joven).
11. Otón (Viena, 23 de julio de 1301-ib., 26 de febrero de 1339), se casó pero la línea se extinguió.
12. Judith o Jutta (1302-1329), se casó en Baden el 26 de marzo de 1319 con el conde Luis VI de Öttingen.

## Linaje
|  |                                         |  |  |  |  |  |  |  |  |  |  |  |  |  |  |  |
|  | 16. Engelberto II de Gorizia            |  |  |  |  |  |  |  |  |  |  |  |  |  |  |  |
|  |                                         |  |  |  |  |  |  |  |  |  |  |  |  |  |  |  |
|  |                                         |  |  |  |  |  |  |  |  |  |  |  |  |  |  |  |
|  | 8. Engelberto III, conde de Gorizia     |  |  |  |  |  |  |  |  |  |  |  |  |  |  |  |
|  |                                         |  |  |  |  |  |  |  |  |  |  |  |  |  |  |  |
|  |                                         |  |  |  |  |  |  |  |  |  |  |  |  |  |  |  |
|  | 17. Adelaida de Valley                  |  |  |  |  |  |  |  |  |  |  |  |  |  |  |  |
|  |                                         |  |  |  |  |  |  |  |  |  |  |  |  |  |  |  |
|  |                                         |  |  |  |  |  |  |  |  |  |  |  |  |  |  |  |
|  | 4. Meinhard I de Gorizia-Tirol          |  |  |  |  |  |  |  |  |  |  |  |  |  |  |  |
|  |                                         |  |  |  |  |  |  |  |  |  |  |  |  |  |  |  |
|  |                                         |  |  |  |  |  |  |  |  |  |  |  |  |  |  |  |
|  | 18. Bertoldo I de Istria                |  |  |  |  |  |  |  |  |  |  |  |  |  |  |  |
|  |                                         |  |  |  |  |  |  |  |  |  |  |  |  |  |  |  |
|  |                                         |  |  |  |  |  |  |  |  |  |  |  |  |  |  |  |
|  | 9. Matilde de Andechs                   |  |  |  |  |  |  |  |  |  |  |  |  |  |  |  |
|  |                                         |  |  |  |  |  |  |  |  |  |  |  |  |  |  |  |
|  |                                         |  |  |  |  |  |  |  |  |  |  |  |  |  |  |  |
|  | 19. Eduviges de Wittelsbach             |  |  |  |  |  |  |  |  |  |  |  |  |  |  |  |
|  |                                         |  |  |  |  |  |  |  |  |  |  |  |  |  |  |  |
|  |                                         |  |  |  |  |  |  |  |  |  |  |  |  |  |  |  |
|  | 2. Meinhard, duque de Carintia          |  |  |  |  |  |  |  |  |  |  |  |  |  |  |  |
|  |                                         |  |  |  |  |  |  |  |  |  |  |  |  |  |  |  |
|  |                                         |  |  |  |  |  |  |  |  |  |  |  |  |  |  |  |
|  | 20. Enrique I, conde del Tirol          |  |  |  |  |  |  |  |  |  |  |  |  |  |  |  |
|  |                                         |  |  |  |  |  |  |  |  |  |  |  |  |  |  |  |
|  |                                         |  |  |  |  |  |  |  |  |  |  |  |  |  |  |  |
|  | 10. Alberto IV, conde del Tirol         |  |  |  |  |  |  |  |  |  |  |  |  |  |  |  |
|  |                                         |  |  |  |  |  |  |  |  |  |  |  |  |  |  |  |
|  |                                         |  |  |  |  |  |  |  |  |  |  |  |  |  |  |  |
|  | 21. Inés de Wangen                      |  |  |  |  |  |  |  |  |  |  |  |  |  |  |  |
|  |                                         |  |  |  |  |  |  |  |  |  |  |  |  |  |  |  |
|  |                                         |  |  |  |  |  |  |  |  |  |  |  |  |  |  |  |
|  | 5. Adelaida de Tirol                    |  |  |  |  |  |  |  |  |  |  |  |  |  |  |  |
|  |                                         |  |  |  |  |  |  |  |  |  |  |  |  |  |  |  |
|  |                                         |  |  |  |  |  |  |  |  |  |  |  |  |  |  |  |
|  | 22. Enrique III, conde de Frontenhausen |  |  |  |  |  |  |  |  |  |  |  |  |  |  |  |
|  |                                         |  |  |  |  |  |  |  |  |  |  |  |  |  |  |  |
|  |                                         |  |  |  |  |  |  |  |  |  |  |  |  |  |  |  |
|  | 11. Uta de Frontenhausen                |  |  |  |  |  |  |  |  |  |  |  |  |  |  |  |
|  |                                         |  |  |  |  |  |  |  |  |  |  |  |  |  |  |  |
|  |                                         |  |  |  |  |  |  |  |  |  |  |  |  |  |  |  |
|  | 23. Adelaida                            |  |  |  |  |  |  |  |  |  |  |  |  |  |  |  |
|  |                                         |  |  |  |  |  |  |  |  |  |  |  |  |  |  |  |
|  |                                         |  |  |  |  |  |  |  |  |  |  |  |  |  |  |  |
|  | 1. Isabel de Gorizia-Tirol              |  |  |  |  |  |  |  |  |  |  |  |  |  |  |  |
|  |                                         |  |  |  |  |  |  |  |  |  |  |  |  |  |  |  |
|  |                                         |  |  |  |  |  |  |  |  |  |  |  |  |  |  |  |
|  | 24. Otón I, duque de Baviera            |  |  |  |  |  |  |  |  |  |  |  |  |  |  |  |
|  |                                         |  |  |  |  |  |  |  |  |  |  |  |  |  |  |  |
|  |                                         |  |  |  |  |  |  |  |  |  |  |  |  |  |  |  |
|  | 12. Luis I, duque de Baviera            |  |  |  |  |  |  |  |  |  |  |  |  |  |  |  |
|  |                                         |  |  |  |  |  |  |  |  |  |  |  |  |  |  |  |
|  |                                         |  |  |  |  |  |  |  |  |  |  |  |  |  |  |  |
|  | 25. Inés de Loon                        |  |  |  |  |  |  |  |  |  |  |  |  |  |  |  |
|  |                                         |  |  |  |  |  |  |  |  |  |  |  |  |  |  |  |
|  |                                         |  |  |  |  |  |  |  |  |  |  |  |  |  |  |  |
|  | 6. Otón II de Baviera                   |  |  |  |  |  |  |  |  |  |  |  |  |  |  |  |
|  |                                         |  |  |  |  |  |  |  |  |  |  |  |  |  |  |  |
|  |                                         |  |  |  |  |  |  |  |  |  |  |  |  |  |  |  |
|  | 26. Federico, duque de Bohemia          |  |  |  |  |  |  |  |  |  |  |  |  |  |  |  |
|  |                                         |  |  |  |  |  |  |  |  |  |  |  |  |  |  |  |
|  |                                         |  |  |  |  |  |  |  |  |  |  |  |  |  |  |  |
|  | 13. Ludmila de Bohemia                  |  |  |  |  |  |  |  |  |  |  |  |  |  |  |  |
|  |                                         |  |  |  |  |  |  |  |  |  |  |  |  |  |  |  |
|  |                                         |  |  |  |  |  |  |  |  |  |  |  |  |  |  |  |
|  | 27. Isabel de Hungría                   |  |  |  |  |  |  |  |  |  |  |  |  |  |  |  |
|  |                                         |  |  |  |  |  |  |  |  |  |  |  |  |  |  |  |
|  |                                         |  |  |  |  |  |  |  |  |  |  |  |  |  |  |  |
|  | 3. Isabel de Baviera                    |  |  |  |  |  |  |  |  |  |  |  |  |  |  |  |
|  |                                         |  |  |  |  |  |  |  |  |  |  |  |  |  |  |  |
|  |                                         |  |  |  |  |  |  |  |  |  |  |  |  |  |  |  |
|  | 28. Enrique el León                     |  |  |  |  |  |  |  |  |  |  |  |  |  |  |  |
|  |                                         |  |  |  |  |  |  |  |  |  |  |  |  |  |  |  |
|  |                                         |  |  |  |  |  |  |  |  |  |  |  |  |  |  |  |
|  | 14. Enrique V, conde palatino del Rin   |  |  |  |  |  |  |  |  |  |  |  |  |  |  |  |
|  |                                         |  |  |  |  |  |  |  |  |  |  |  |  |  |  |  |
|  |                                         |  |  |  |  |  |  |  |  |  |  |  |  |  |  |  |
|  | 29. Matilde de Inglaterra               |  |  |  |  |  |  |  |  |  |  |  |  |  |  |  |
|  |                                         |  |  |  |  |  |  |  |  |  |  |  |  |  |  |  |
|  |                                         |  |  |  |  |  |  |  |  |  |  |  |  |  |  |  |
|  | 7. Inés del Palatinado                  |  |  |  |  |  |  |  |  |  |  |  |  |  |  |  |
|  |                                         |  |  |  |  |  |  |  |  |  |  |  |  |  |  |  |
|  |                                         |  |  |  |  |  |  |  |  |  |  |  |  |  |  |  |
|  | 30. Conrado, conde palatino del Rin     |  |  |  |  |  |  |  |  |  |  |  |  |  |  |  |
|  |                                         |  |  |  |  |  |  |  |  |  |  |  |  |  |  |  |
|  |                                         |  |  |  |  |  |  |  |  |  |  |  |  |  |  |  |
|  | 15. Inés de Hohenstaufen                |  |  |  |  |  |  |  |  |  |  |  |  |  |  |  |
|  |                                         |  |  |  |  |  |  |  |  |  |  |  |  |  |  |  |
|  |                                         |  |  |  |  |  |  |  |  |  |  |  |  |  |  |  |
|  | 31. Irmingarda de Henneberg             |  |  |  |  |  |  |  |  |  |  |  |  |  |  |  |
|  |                                         |  |  |  |  |  |  |  |  |  |  |  |  |  |  |  |
|  |                                         |  |  |  |  |  |  |  |  |  |  |  |  |  |  |  |